# Dos Estaciones
Dos Estaciones (spanisch für „zwei Jahreszeiten“) ist ein Filmdrama von Juan Pablo González, das im Januar 2022 beim Sundance Film Festival seine Premiere feierte.

## Handlung
Die 50-jährige María García ist die stolze Besitzerin von „Dos Estaciones“, einer einst angesehenen Tequila-Fabrik, die aus verschiedenen Gründen in Existenznöte geraten ist. Als María die junge und kluge Rafaela kennenlernt, erkennt sie, dass deren Fachwissen sie vor der ausländischen Konkurrenz retten könnte.

## Produktion

### Regie und Drehbuch
Regie führte der Mexikaner Juan Pablo González, der gemeinsam mit Ilana Coleman und Ana Isabel Fernández auch das Drehbuch schrieb. Es handelt sich nach drei Kurzfilmen und dem Dokumentarfilm Caballerango um González’ Spielfilmdebüt.

### Besetzung und Dreharbeiten

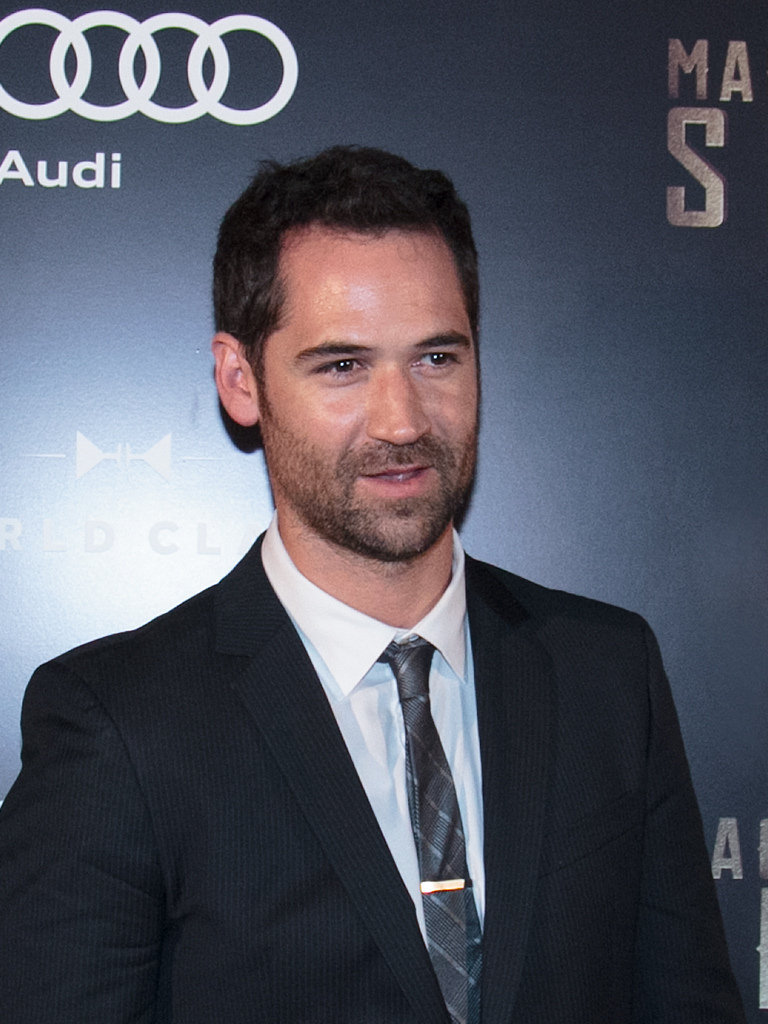
Manuel Garcia-Rulfo spielt in einer Nebenrolle Pepe

Teresa Sánchez ist in der Rolle der Tequila-Fabrikbesitzerin María García zu sehen. Sie ist vor allem für ihre Nebenrolle in Lila Aviles The Chambermaid bekannt, in dem sie die geschwätzige Haushälterin Minitoy spielte. In Tatiana Huezos Feuernacht (Noche de fuego) dem Oscar-Beitrag Mexikos, hatte sie eine Nebenrolle erhalten. Rafaela Fuentes und Tatín Vera spielen die Rafaela und Tatín genannten Frauen. Manuel Garcia-Rulfo spielt in einer Nebenrolle Pepe, der jedoch für die Geschichte entscheidend ist.
Als Kameramann fungierte Gerardo Guerra, der zuvor ausschließlich für Kurzfilme und Musikvideos tätig war.

### Veröffentlichung
Erste Vorstellungen des Films erfolgten ab 24. Januar 2022 beim Sundance Film Festival. Im Juli 2022 wurde er beim Outfest Los Angeles LGBTQ+ Film Festival gezeigt. Die Rechte für die USA sicherte sich die Cinema Guild. Im August 2022 erfolgten Vorstellungen beim Edinburgh International Film Festival. Ende September 2022 wurde er beim Zurich Film Festival gezeigt und Anfang Oktober 2022 beim Vancouver International Film Festival. Im November 2022 wird er beim Exground Filmfest Wiesbaden gezeigt.

## Rezeption

### Kritiken
Der Film wurde von 88 Prozent aller bei Rotten Tomatoes erfassten Kritiker positiv bewertet. Auf Metacritic erhielt der Film einen Metascore von 82 von 100 möglichen Punkten.

### Auszeichnungen
Gotham Awards 2022
- Nominierung als Bester Film[15]

Independent Film Festival of Boston 2022
- Auszeichnung als Bester Spielfilm mit dem Grand Jury Prize (Juan Pablo González)[16]

Mostra Internacional de Cinema em São Paulo 2022
- Nominierung im New Directors Competition (Juan Pablo González)[17]

Outfest LA 2022
- Auszeichnung für das Beste Drehbuch – Nordamerikanischer Spielfilm (Ilana Coleman, Ana Isabel Fernández und Juan Pablo González)[18]

Sundance Film Festival 2022
- Nominierung für den Grand Jury Prize im World Cinema Dramatic Competition
- Auszeichnung mit Special Jury Award Acting im World Cinema Dramatic Competition (Teresa Sánchez)[19]